# Cause for Conflict
Cause for conflict e седмият студиен албум на немската траш метъл група Kreator.

## Състав
- Mille Petrozza – китара и вокали
- Joe Cangelosi – барабани
- Christian Giesler – бас
- Frank Gosdzik – китара